# Гелиос Санз
«Гелиос Санз» — словенский профессиональный баскетбольный клуб из города Домжале. В 2007 году стал национальным чемпионом и выиграл Кубок страны.

## Достижения
Чемпионат Словении
- Чемпион (2): 2006/2007, 2015/2016
- Серебряный призёр (2): 2007/2008, 2008/2009

Кубок Словении
- Обладатель: 2006/2007
- Серебряный призёр (3): 2007/2008, 2010/2011, 2012/2013

Суперкубок Словении
- Серебряный призёр (3): 2007, 2008, 2016

## Сезоны
| Сезон   | Лига         | Уровень | РЧ | Плей-Офф  | Еврокубки | Адриатическая лига |
| ------- | ------------ | ------- | -- | --------- | --------- | ------------------ |
| 2011-12 | Телемак Лига | 1       | 3  | Полуфинал | -         | 13                 |